# Club Franciscain
Der Club Franciscain ist ein Sportverein aus Le François, einer Kleinstadt im französischen Übersee-Département Martinique, einem Teil der Kleinen Antillen in der Karibik. Bedeutung besitzt der Klub insbesondere durch seine Fußballer, die deshalb im Mittelpunkt dieses Artikels stehen; des Weiteren werden im Verein Leichtathletik, Tischtennis, Judo und Gymnastik betrieben.
Gegründet wurde der Club Franciscain 1936. Die Vereinsfarben sind Grün und Weiß; die Ligaelf trägt ihre Heimspiele im Stade Pierre-de-Lucy-de-Fossarieu aus, das eine Zuschauerkapazität von etwa 5.000 Plätzen bietet.

## Ligazugehörigkeit und andere Wettbewerbe
Wie alle Mannschaften aus den außereuropäischen Gebieten Frankreichs nimmt auch der Club Franciscain lediglich an den regionalen Meisterschaften teil; das Championnat de la Martinique als höchste Liga der Insel entspricht in der französischen Ligenhierarchie der sechstklassigen Régionale 1. Auf Martinique ist der Verein gemeinsam mit dem Club Colonial Fort-de-France, dessen „große Zeit“ allerdings in der ersten Hälfte des 20. Jahrhunderts lag, Rekordmeister mit derzeit (Stand: Januar 2021) jeweils 19 Titeln; den ersten gewann er 1970, seine Dominanz setzte allerdings erst in der Mitte der 1990er Jahre ein.
Den erst seit 1953 ausgetragenen regionalen Pokalwettbewerb (Coupe de la Martinique) hat der Club Franciscain 17-mal für sich entschieden, zuletzt im erst Anfang 2021 abgeschlossenen 2020er Wettbewerb. Hierbei ist er ebenfalls Rekord-Titelträger.
Schließlich haben die Fußballer aus Le François eine Reihe weiterer Wettbewerbe, überwiegend im karibischen Raum, gewonnen, so etwa die Coupe des DOM (1994, 1997, 2001, 2003), die Coupe des DOM – TOM (1998, 2004), die Coupe des Clubs Champions d’Outre-Mer (2006), das Championnat de Division Antilles (1996/97), die Ligue Antilles (2004, 2005, 2007, 2008, 2010) und den Caribbean Club Shield (2018).

## Französischer Fußballpokal
Am französischen Vereinspokalwettbewerb um die Coupe de France nehmen auch die Pokalsieger aus den überseeischen Gebieten teil. Der Club Franciscain ist mit bisher 12 Teilnahmen der erfolgreichste überhaupt. Dabei hat er einschließlich der  Saison 2020/21 viermal sogar die landesweite Hauptrunde erreicht, in der er vor 2020/21 allerdings jedes Mal bereits im Zweiunddreißigstelfinale an einem deutlich höherklassigen Gegner aus dem europäischen Teil Frankreichs scheiterte: 1982/83 am Drittligisten Gazélec FCO Ajaccio (1:5), 1992/93 an Zweitdivisionär Chamois Niort (1:3 nach Verlängerung) und 2014/15 am Ligue-1-Vertreter FC Nantes (0:4). 2020/21 gelang der Vorstoß in das Sechzehntelfinale, in dem er gegen den Ligue-1-Vertreter SCO Angers verlor (0:5).

## Bekannte Spieler
Eine Reihe von Spielern ist aus dem Club Franciscain hervorgegangen oder hat später dessen Dress getragen, die besonders häufig in der Nationalelf von Martinique zum Einsatz kamen; dazu zählen insbesondere Stéphane Abaul, José Goron, Daniel Hérelle, Kévin Parsemain, Patrick Percin und Karl Vitulin. Einige Ex-Franciscains brachten es auch zu einer längeren Karriere in einer Profiliga, überwiegend in Frankreich, wie etwa bereits in den 1980er Jahren Thierry Tinmar (Paris Saint-Germain, Stade Laval, Red Star), zwischen 1993 und 2006 Charles-Édouard Coridon (EA Guingamp, Racing Lens, PSG, Ankaragücü), in den 2010er Jahren Fabrice Reuperné (Stade Reims, AS Cannes, AO Kerkyra) oder Jordy Delem (Seattle Sounders).

## Erfolge
- Martiniquischer Meister: 1970, 1994, 1996, 1997, 1999, 2000, 2001, 2002, 2003, 2004, 2005, 2006, 2007, 2009, 2013, 2014, 2017, 2018, 2019, 2024

- Martiniquischer Pokalsieger: 1969, 1986, 1987, 1990, 1998, 1999, 2002, 2003, 2004, 2005, 2007, 2008, 2009, 2012, 2015, 2018, 2020